# St-Pierre (Plénée-Jugon)

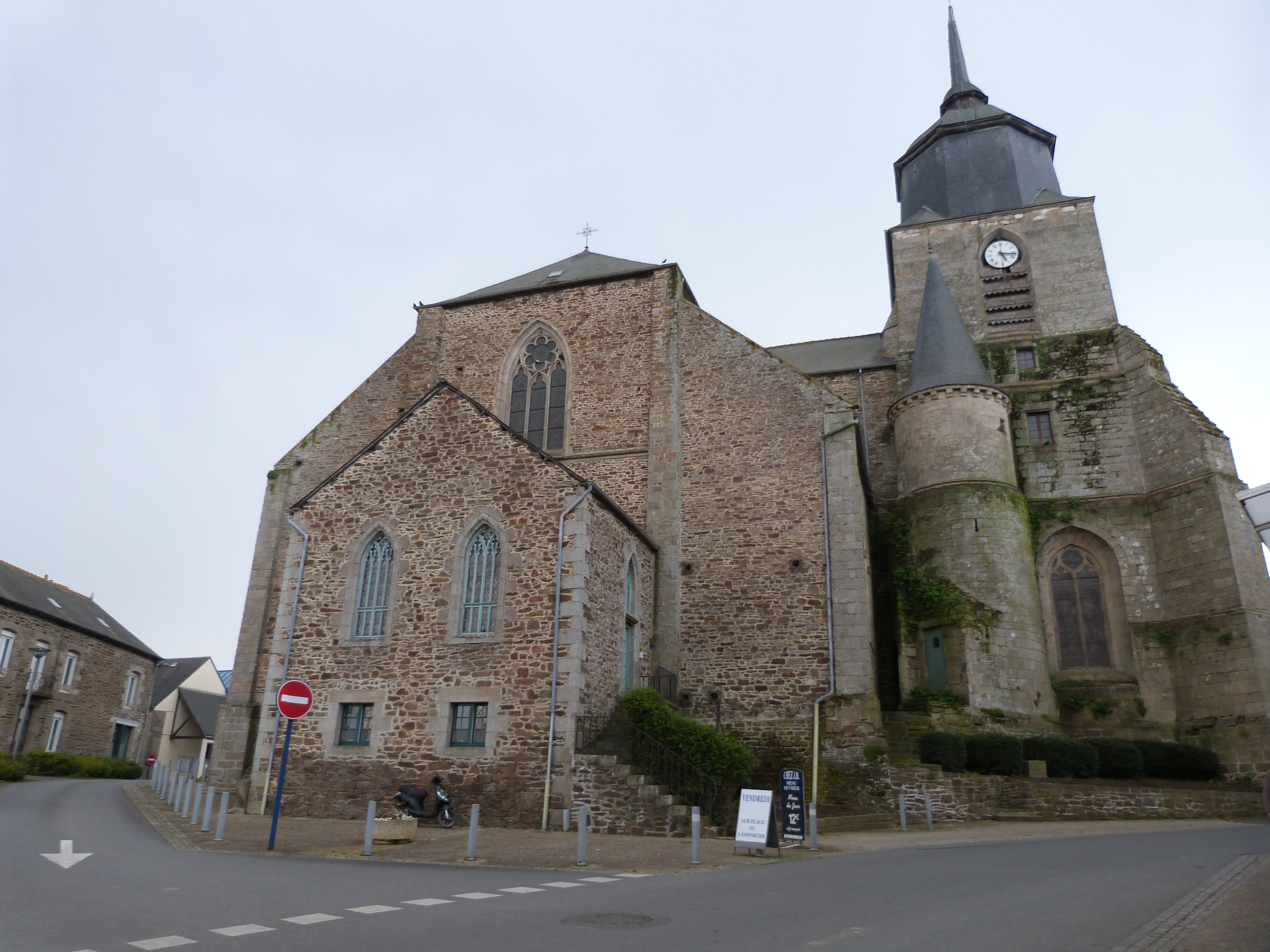
Pfarrkirche St-Pierre, Blick Richtung Chor und Turm

St-Pierre (Deutsch: St. Peter) ist eine römisch-katholische Pfarrkirche in Plénée-Jugon im Département Côtes-d’Armor  in der Bretagne. Die Kapelle ist eingetragen im Verzeichnis des architektonischen Erbes Frankreichs.

## Geschichte
Ältester Teil der Pfarrkirche St-Pierre ist der massive gotische Turm des 15. Jahrhunderts, der sich dem nördlichen Querhaus anschließt. Der Aufsatz des Turmes entstand im Jahr 1739. Die mittelalterliche Kirche selber wurde zwischen den Jahren 1844 und 1853 durch einen repräsentativen Neubau im Stil der Neugotik auf kreuzförmigem Grundriss ersetzt. Die Pläne für das Gotteshaus wurden durch den Architekten Jean-Marie Ramard aus Dinan erstellt. Beim Neubau der Kirche wurden in der West- sowie in der Südfassade gotische Portale des Vorgängerbaus übernommen. Außerdem wurden Teile des Chors der Klosterkirche der nahegelegenen Zisterzienserabtei Boquen wiederverwendet, die zu dieser Zeit noch Ruine und noch nicht rekonstruiert war. 1856 wurde dem Bauwerk eine Sakristei hinzugefügt.